# Tyska Brunnsplan
Tyska Brunnsplan er en lille, trekantet plads, der ligger i Stockholms gamle bydel Gamla stan. Den ligger, hvor Svartmangatan og Själagårdsgatan mødes; førstnævnte leder til Stortorget og sidstnævnte til Brända tomten. Som flere stednavne omkring pladsen indikerer (f.eks. Tyska Stallplan og Tyska Skolgränd) er pladsen opkaldt efter den nærliggende Tyske Kirke og det tyske nabolag der tidligere lå her.
På torvet står Tyska Brunn, der er tegnet af arkitekten Erik Palmstedt i 1785.